# Сеид Мохамед Закир
Сеид Мохамед Закир (малайск.  Syed Mohd Zakir Syed Othman Al-Yahya) 4 февраля 1969, Кота-Бару, Келантан) — малайзийский писатель, лауреат Литературной премии Юго-Восточной Азии (2011) и Литературной премии Мастра (2010, 2012). Сын известного писателя Османа Келантана. Публикуется под псевдонимом С. М. Закир (малайск.  S.M. Zakir).

## Краткая биография
Образование получил, закончив Пенангскую независимую школу (Пенанг), среднюю школу в Бандар-Бару-Банги и Высшую среднюю школу в Каджанге (Селангор). Печатается с начала 1990-х годов. Пишет произведения различных жанров: повести, рассказы, стихи, эссе, критические заметки о театре и кино. Первым крупным произведением стала повесть «Под фиолетом» (1991). Рассказы и статьи писатели печатаются в литературных и публицистических журналах Малайзии. В целом творчество пронизано националистическими идеями, озабоченностью будущего малайской нации и национального малайского языка. Принимает активное участие в деятельности литературных объединений ПЕНА (в 2006—2012 гг. генеральный секретарь) и ГАПЕНА (в 2002—2003 гг. заместитель координатора секретариата работы с молодыми писателями). Является также создателем и руководителем издательского дома Nusabuku Enterprise и исследовательского центра Nusa Centre. С 2015 года - главный редактор театрального журнала "Пентас" (Сцена).

## Основные произведения[2]
- Di Bawah Lembayung. (Под фиолетом. Повесть). Kuala Lumpur: DBP, 1991;
- Kembang Kanigara (Цветок канигара. Повесть). Kuala Lumpur: DBP, 1992;
- Merengkuh Langit (Покоряя небо. Рассказы). Kuala Lumpur: DBP, 1995;
- Fatamorgana (Фатаморгана. Рассказы). Kuala Lumpur: Sasbadi, 1997;
- Sekuntum Kembang di Sayap Jibril (Цветок на крыле Джибрила. Рассказы). Kuala Lumpur: Pustaka Nusa Publication, 2001;
- Menyirat Nirmala (Сеть для Нирмалы. Рассказы). Kuala Lumpur: DBP, 2004:
- Sekeping Ruh di Atas Bantal (Частица духа на подушке. Рассказы). Kuala Lumpur: PPN, 2005;
- Memburu Malaikat (В поисках ангела. Стихи). Kuala Lumpur: PPN, 2007;
- Sajak-Sajak Petualang: Manusia Cinta (Стихи приключений: влюлённый человек). Kuala Lumpur: PPN, 2009);
- Dunia Tanpa Tirai (Мир без завес. Очерки). Kuala Lumpur: Pustaka Nusa Publication, 2009
- Serigala dan Sekuntum Tulip (Волк и Тюльпан. Рассказы). Kuala Lumpur: DBP, 2010);
- Sinema (Кино. Очерки). Kuala Lumpur: Pustaka Nusa Publication. 2010;
- Pascamoden Kutukan Terhadap Falsafah dan Agama (Постмодернистская критика философии и религии. Очерки). Kuala Lumpur: Nusabuku, 2010;
- Ahli Politik (Политик. Повесть). Kuala Lumpur: Nusabuku, 2012.
- Bidadari Burung (Птица-фея. Рассказы). Kuala Lumpur: ITBM, 2012.
- 20 Cerita tentang Tuhan. (20 рассказов о Боге). Kuala Lumpur: ITBM, 2017.
- Ikarus (Икар. Повесть). Kuala Lumpur: ITBM, 2018.
- Perempuan Paling Sunyi (Самая тихая женщина. Рассказы). Kuala Lumpur: ITBM, 2018.

## Награды
- Первая премия на конкурсе короткого рассказа, посвящённого 100-летию Куала-Лумпура (1990)
- Литературная премия издательского дома «Утусан» и «Паблик Бэнк» (1992, 1995, 1999, 2000, 2002)
- Главная литературная премия Малайзии (2000/2001,2002/2003)
- Литературная премия издательского дома «Утусан» и «Экксон Мобайл» (2004, 2005, 2008, 2009)
- Литературная премия издательского дома «Утусан» (2006)
- Литературная премия Мастра (2010, 2012)
- Литературная премия Юго-Восточной Азии(2011)

## Переводы на русский язык
- С. М. Закир. Парет (Paret). Перевод с малайского Виктора Погадаева. — Русский Переплёт, 12.06.2012.[3]
- С.М. Закир. Дом бабочек (Rumah Kupu-Kupu). Перевод с малайского Виктора Погадаева. — Русский Переплёт, 03.03.2018.[4]
- С. М. Закир. Парет; Женщина, упавшая с неба; Дом бабочек // Женщина, упавшая с неба. Антология современного малайского рассказа в переводах Виктора Погадаева. Отв. редактор В.В. Сикорский. М.: Ключ-С, 2019, с. 46-63 ISBN 978-5-6042922-1-1

## Критика. Оценка творчества
Из множества жанров, которыми он владеет, короткий рассказ является его лучшим достижением. Проблемы, которые он поднимает, не ограничиваются проблемами страны, а выходят за её рамки, затрагивая темы философии, суфизма и сложные международные политические вопросы — .- Термизи бин Хаджи Абдул Азиз, бывший генеральный директор Совета по языку и литературе Малайзии